# Хрватски стандардни језик
Хрватски стандардни језик је стандардни и кодификовани обликхрватског језика. Требало би га разликовати од хрватског књижевног језика.

## Карактеристике хрватског стандардног језика
- кодификована граматика, историјски преглед
- кодификовани правопис

## Функционални стилови хрватског стандардног језика[1]
- књижевно-уметнички
- административни
- научни
- новинарски
- разговорни